# Campeonato Femenino de la UEFA de 1993
El Campeonato Femenino de la UEFA de 1993 fue un torneo de fútbol que tuvo lugar entre 1991 y 1993 (con la ronda de clasificación). Los juegos finales se celebraron en Italia. La Eurocopa Femeninaes un torneo regular en el que participan equipos nacionales europeos de países afiliados a la UEFA, el órgano rector europeo, que se han clasificado para la competición. La competencia tiene como objetivo determinar qué equipo nacional femenino es el mejor en Europa.
Noruega ganó la competencia contra Italia, que jugó en casa en la final.

## Formato
En la ronda de clasificación, 23 equipos se dividieron en 8 grupos (todos los 3 equipos, excepto 1 que tenía dos) y el ganador de cada grupo se clasificó a los cuartos de final de la competencia. Luego, los equipos jugaron una ronda eliminatoria de dos etapas. En las semifinales y la final, solo se jugaría un juego y el ganador de la final sería proclamado Campeón. Los perdedores de las semifinales jugarían un juego de playoffs del tercer lugar.

## Resultados

### Semifinales
| 29 de junio de 1993 | Noruega      | 1:0 (0:0) | Dinamarca | Sportilia, Santa Sofia,                                     |                                                             |
|                     | Andersen 63' | Reporte   |           | Asistencia: 1,000 espectadores Árbitro(s): Plarent Kotherja | Asistencia: 1,000 espectadores Árbitro(s): Plarent Kotherja |

| 30 de junio de 1993 | Italia                                        | 1:1 (1:1, 0:0) (4:3 p.)    | Alemania                                                       | Estadio Romero Neri, Rimini,                            |                                                         |
|                     |                                               | Reporte                    |                                                                | Asistencia: 3,000 espectadores Árbitro(s): Anders Frisk | Asistencia: 3,000 espectadores Árbitro(s): Anders Frisk |
|                     |                                               | Tiros desde el punto penal |                                                                |                                                         |                                                         |
|                     | - Marsiletti - Salmaso - Ferraguzzi - Iozelli |                            | - Wiegmann - Austermühl - Pohlmann - Desconocida - Desconocida |                                                         |                                                         |

### Tercer lugar
| 3 de julio de 1991 | Alemania    | 1:3 (1:3) | Dinamarca                       | Estadio Alfiero Moretti, Cesenatico,              |                                                   |
|                    | Meinert 31' | Reporte   | Mackensie 10', 42' · Nissen 35' | Asistencia: 500 espectadores Árbitro(s): Dick Jol | Asistencia: 500 espectadores Árbitro(s): Dick Jol |

### Final
| 4 de julio de 1993 | Italia | 0:1 (0:0) | Noruega     | Estadio Dino Manuzzi, Cesena,                            |                                                          |
|                    |        | Reporte   | Hegstad 75' | Asistencia: 7,000 espectadores Árbitro(s): Alfred Wieser | Asistencia: 7,000 espectadores Árbitro(s): Alfred Wieser |

|                            |
| Bandera de Noruega         |
| Campeón Noruega 2.º título |

## Goleadoras
2 goles
| - Susan Mackensie |

1 gol
| - Hanne Nissen - Maren Meinert - Heidi Mohr | - Carolina Morace - Birth Hegstad - Anne Nymark Andersen |